# Edmund Wingate
Edmund Wingate (1596—1656) foi um matemático e escritor inglês, sendo um dos primeiros a publicar o princípio e a utilidade da régua de cálculo a partir de diversas obras expositivas. Durante o Interregno, foi membro do Parlamento inglês.

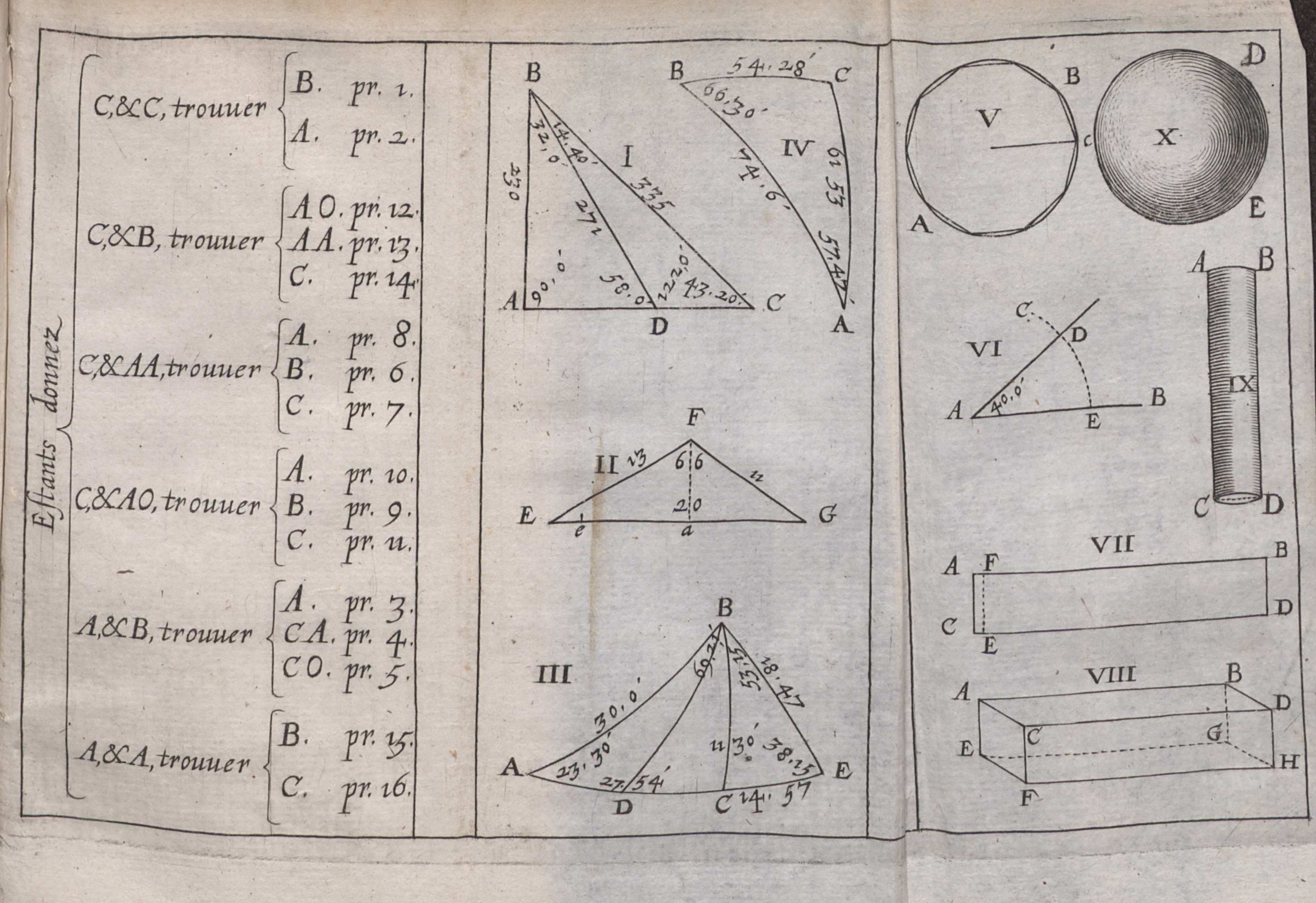
Usage de la reigle de proportion en l'arithmetique et geometrie, 1624